# Hrabstwo Barton (Missouri)

Piramida wieku hrabstwa

Hrabstwo Barton – hrabstwo położone w USA w stanie Missouri z siedzibą w mieście Lamar. Założone w 1855 roku.

## Miasta
- Golden City
- Irwin (CDP)
- Lamar
- Liberal
- Mindenmines

## Wioski
- Burgess
- Lamar Heights
- Milford

## Sąsiednie Hrabstwa
- Hrabstwo Vernon
- Hrabstwo Cedar
- Hrabstwo Dade
- Hrabstwo Jasper
- Hrabstwo Crawford (Kansas)

## Drogi główne
- U.S. Route 71
- U.S. Route 160
- Route 43
- Route 126